# Ernest von Koerber
Ernest von Koerber (né le 6 novembre 1850 à Trente en Autriche (auj. Italie) et mort le 5 mars 1919 à Baden près de Vienne) est une personnalité politique autrichienne.
Il est ministre-président d'Autriche du 19 janvier 1900 au 31 décembre 1904 puis du 29 octobre au 20 décembre 1916.

## Président du conseil autrichien
Haut fonctionnaire autrichien, il dirige son premier cabinet appuyé sur l'empereur.
Rapidement il se trouve une majorité conservatrice hostile à la Hongrie, dans le contexte de la période 1897-1907, marquée par une décennie de négociations constantes en vue du renouvellement décennal de l'accord entre l'Autriche d'Autriche (la Cisleithanie) et le Royaume de Hongrie (la Transleithanie) au sein de la Double Monarchie, les relations entre les deux entités étant réglées par des accords provisoires renouvelés régulièrement (1898-1900; 1901-1904 puis 1905-1907).
Le 13 décembre, il démissionne, imposant un changement de calendrier dans les négociations entre l'Autriche et la Hongrie; fidèle de François-Joseph, il démissionne à la demande de l'empereur Charles.

## Pendant la guerre

### Ministre commun des finances
Dix années après sa dernière expérience ministérielle, en 1915, il est appelé au ministère commun des finances.
En 1915, à la suite du départ du départ de Leo von Bilinski, il exerce les fonctions de ministre des finances de la double monarchie. Au cours de l'année 1916, il se montre hostile à de trop grandes concessions à la Hongrie dans le cadre de la négociation de l'Ausgleich liant les deux monarchies de l'empire des Habsbourg.
Acteur important des négociations entre son pays, la double monarchie, et le Reich, il doit cependant acter l'importance du Reich dans le soutien à l'effort de guerre de la double monarchie et insiste sur la nécessité pour la double monarchie de maintenir des bonnes relations avec le Reich ; durant l'été 1915 il refuse cependant une union douanière entre le Reich et la double monarchie.

### Ministre président d'Autriche
Il revient aux affaires en 1916 en Autriche le 31 octobre, à la suite de l'assassinat de son prédécesseur Karl Stürgkh; Durant son ministère, il souhaite réformer la conduite de la guerre dans l'empire d'Autriche, notamment améliorer le ravitaillement en Autriche, pour ce faire, il met en place un office de ravitaillement.
Cependant, l'empereur François-Joseph s'éteint trois semaines après son arrivée à la présidence et la volonté de renouveau incarnée par le nouvel empereur Charles le font renvoyer dès le mois de décembre 1916.